# Port Orchard
Port Orchard är administrativ huvudort i Kitsap County i delstaten Washington i USA. Vid 2010 års folkräkning hade Port Orchard 11 144 invånare.